# Älvsbyhus
Älvsbyhus är ett svenskt företag som tillverkar hus, främst villor. Husen tillverkas inomhus i moduler enligt en rationell löpandebandteknik. 
Företaget etablerades 1944 i Norrfjärden av Göran och Gunnar Johansson under namnet Norrfjärdens Träförädling, då med inriktning på färdiga inredningar. Hustillverkningen påbörjades 1960 i Älvsbyn och sedan dess har företaget tillverkat och sålt mer än 37 000 hus i Sverige, Finland, Norge och Danmark. 1991 tilldelades ägaren Donald Johansson utmärkelsen Albert Bonniers pris till Årets företagare. Idag drivs företaget av tredje generationens husbyggare med Kent Johansson som VD.
Under hela 2000-talet har Älvsbyhus varit den största trähusleverantören i Sverige. Affärsidén är densamma idag som när husbyggandet startade, att sälja och tillverka färdigmonterade, källarlösa trähus i 1 eller 1,5 plan av hög kvalitet till marknadens lägsta pris.